# Bottrop
A cidade alemã de Bottrop está localizada a noroeste da região do Ruhr na Renânia do Norte-Vestfália. Administrativamente pertence a Regierungsbezirk de Münster.
Bottrop é uma cidade independente (Kreisfreie Städte) ou distrito urbano (Stadtkreis), ou seja, possui estatuto de distrito (kreis).

## Geografia

### Localização
Bottrop está situada imediatamente ao norte do rio Emscher e no lado sul do Parque natural Hohe Mark. O canal Reno-Herne faz divisa ao sul com a cidade de Essen. Paralelo a este, apenas a 100 metros ao norte, corre o rio Emscher de leste para oeste. O rio Boye nasce ao norte de Grafenwald, e constitui grande parte da divisa com a cidade de Gladbeck, vira-se finalmente em direção ao sul, para fazer divisa novamente com a cidade de Essen no encontro com o rio Emscher; uma grande parte do Boye e seus afluentes correm por canais abertos de concreto. Atualmente uma associação está preocupada em recuperar o sistema do rio Boye.

### Área
A área total de Bottrop é cerca de 101 quilômetros quadrados. A extensão máxima norte-sul é de 17 quilômetros, na direção leste-oeste são 9 quilômetros. O ponto mais alto fica a 78 metros, e o mais baixo a 26 m acima do nível do mar.

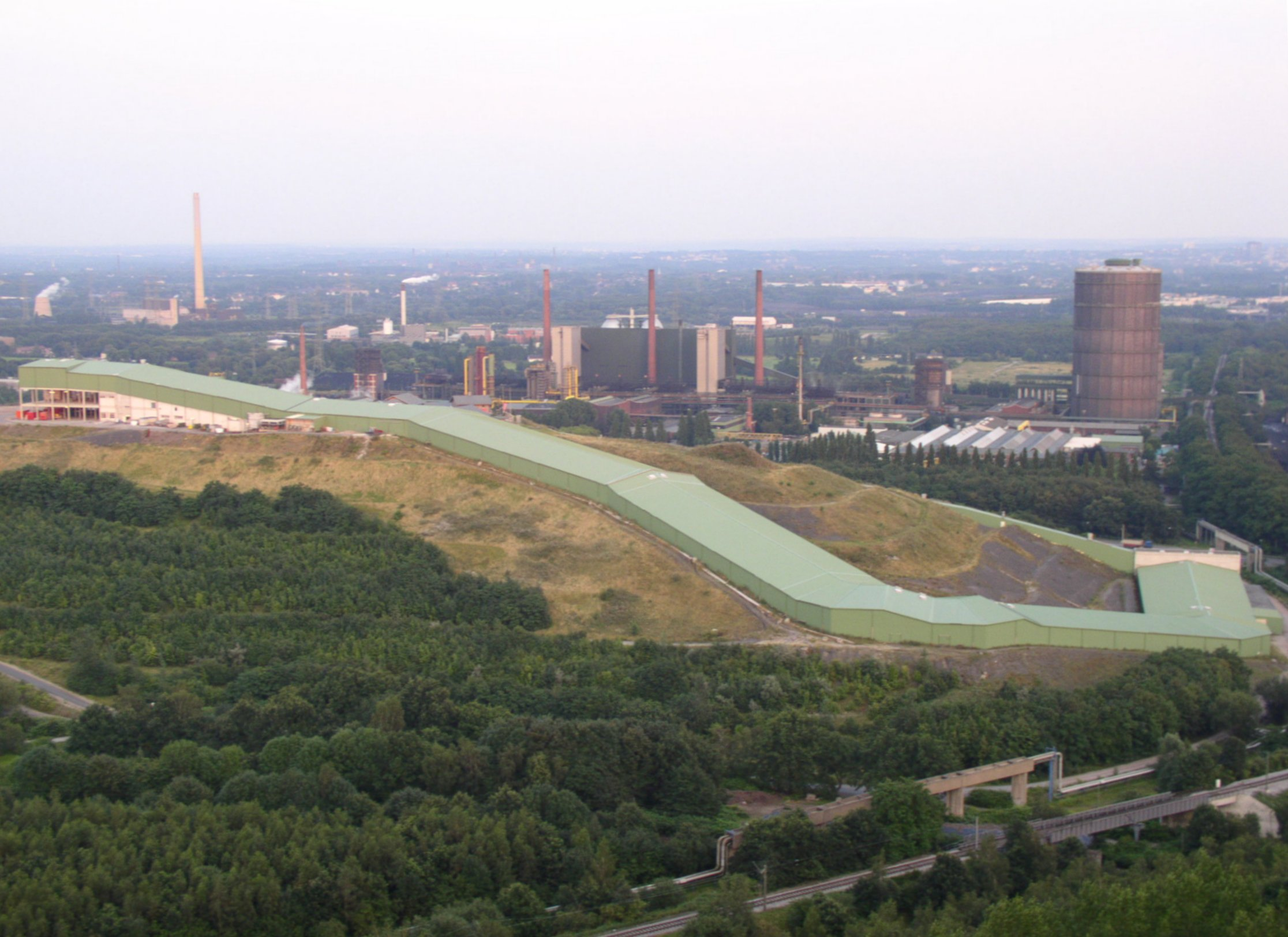
Alpincenter Bottrop

Bottrop está dividida em 3 distritos Bottrop-Central, Bottrop-Sul e Bottrop-Kirchhellen. Em cada distrito há uma administração regional presidida por um representante.
Junto aos distritos encontram-se os diversos bairros, cujos nomes resultam de antigas designações de lugares ou do surgimento de povoados atuais: Batenbrock, Boy, Ebel, Eigen, Ekel, Feldhausen, Fuhlenbrock, Grafenwald, Hardinghausen, Holthausen, Im Loh, Kirchhellen, Kuhberg, Lehmkuhle, Overhagen, Vonderort, Welheim e Welheimer Mark.

### Limites
A cidade de Bottrop faz divisa ao norte com as cidades de Schermbeck e Dorsten; a leste com a cidade de Gladbeck, ao sul com Essen e a oeste com Oberhausen,  Dinslaken e Hünxe.

## História
O nome da cidade origina-se do nome medieval Borthorpe, que significa "Povoado na colina". 1092/1150 é a colônia pela primeira vez mencionada nos registros do mosteiro Werden. Em 1253 é fundada a futura Ordem alemã (ou Ordo Teutonicus) e por volta de 1340 é construída a Casa Knippenburg. Em 1423 Bottrop recebe o Marktrecht. O povoado pertence a Recklinghausen e permanece por muitos anos sem relativa importância. Em 1796 é fundada a tecelagem Lichtenhagen. Toda a freguesia de Bottrop depende do  Governador de Recklinghausen.
Em 1811, sob o domínio francês, passa Bottrop a pertencer a Großherzogtum Berg. Em 23 de abril de 1816 Bottrop é anexada a Prússia (Província Westfalen). A partir de 1821 passa Bottrop juntamente com Osterfeld (hoje pertencente a Oberhausen) a condição de município. Com a abertura da mina Prosper I começa em 1856 a era da mineração em Bottrop. Em 1919 Bottrop recebe através do decreto de 21 de julho do Ministério do Estado prussiano a designação de cidade e consegue um ano e meio mais tarde, (em 1 de janeiro de 1921) separa-se de Recklinghausen e tornar-se um Distrito Urbano. Em 1929 a área do município aumentou com a aquisição de Vonderort (pertencente a Osterfeld), Ebel (pertencente a Essen-Borbeck) e partes de Karnap (Essen).
Durante a Segunda Guerra Mundial em Bottrop foram atacados alvos como as antigas fábricas de cartuchos, onde atualmente a Casa de Móveis Ostermann tem uma grande filial. No total morreram durante a Guerra em Bottrop cerca de 300 pessoas.
Em 1953 ultrapassou a marca de 100.000 habitantes, Bottrop é agora uma grande cidade.

### Crescimento populacional
Bottrop foi por muitos séculos um pequeno povoado com algumas centenas de habitantes. Apenas no século XIX com a industrialização obteve um grande aumento populacional. Em 1800 Bottrop tinha cerca de 2.000 habitantes, cem anos mais tarde já eram 25.000. Até 1911 esse número dobrou para 50.000. No ano de 1953 ultrapassou a cidade a marca de 100.000 habitantes, sendo classificada então como grande cidade.
Em 1 de janeiro de 1975 atingiu Bottrop através da fusão com Gladbeck (81.868 habitantes em 1974) e Kirchhellen (14.759 habitantes em 1974) sua histórica marca de  198.972 habitantes. Em 1 de julho de 1976 separou-se Gladbeck novamente. No final de junho de  2005 viviam em Bottrop 119.649 pessoas.
| Ano                     | Habitantes |
| ----------------------- | ---------- |
| 1584                    | 900        |
| 1782                    | 1.661      |
| 1805                    | 2.178      |
| 1818                    | 2.214      |
| 1830                    | 2.739      |
| 3 de dezembro de 1858 ¹ | 3.871      |
| 1 de dezembro de 1871 ¹ | 5.396      |
| 1 de dezembro de 1880 ¹ | 7.724      |
| 1 de dezembro de 1890 ¹ | 13.595     |
| 1 de dezembro de 1895 ¹ | 18.015     |
| 1 de dezembro de 1900 ¹ | 24.847     |
| 1 de dezembro de 1905 ¹ | 34.284     |

| Ano                      | Habitantes |
| ------------------------ | ---------- |
| 1 de dezembro de 1910 ¹  | 47.162     |
| 1 de dezembro de 1916 ¹  | 67.294     |
| 5 de dezembro de 1917 ¹  | 68.210     |
| 8 de outubro de 1919 ¹   | 71.139     |
| 16 de junho de 1925 ¹    | 77.197     |
| 16 de junho de 1933 ¹    | 86.218     |
| 17 de maio de 1939 ¹     | 83.385     |
| 31 de dezembro de 1945   | 78.564     |
| 29 de outubro de 1946 ¹  | 80.724     |
| 13 de setembro de 1950 ¹ | 93.268     |
| 25 de setembro de 1956 ¹ | 104.816    |
| 6 de junho de 1961 ¹     | 111.548    |

| Ano                    | Habitantes |
| ---------------------- | ---------- |
| 31 de dezembro de 1965 | 113.746    |
| 27 de maio de 1970 ¹   | 106.657    |
| 31 de dezembro de 1975 | 197.855    |
| 31 de dezembro de 1980 | 114.571    |
| 31 de dezembro de 1985 | 112.487    |
| 25 de maio de 1987 ¹   | 114.640    |
| 31 de dezembro de 1990 | 118.936    |
| 31 de dezembro de 1995 | 120.642    |
| 31 de dezembro de 2000 | 120.611    |
| 30 de junho de 2005    | 119.649    |

¹ Censo

### Religiões
Bottrop pertenceu no início à diocese de Colônia, foi posteriormente da arquidiocese de Dortmund (até 1612) e depois subordinada ao decanato de Vest Recklinghausen. A influência política de Vest Recklinghausen e com isso da Kurfürstentum Colônia é razão pelo qual, a Reforma Protestante não chegou a atingir Bottrop. Com isso permaneceu Bottrop por séculos uma sociedade católica. A única igreja paroquial do local era a de St. Cyriakus. Depois da transferência para a Prússia (em 1815) foram também as estruturas da igreja regulamentadas de modo que a paróquia em 1821 foi subordinada a Münster. O forte crescimento da comunidade entre 1861/62 levou à construção de uma igreja maior de St. Cyriakus. A partir de 1864 passou a paróquia ao decanato de Dorsten. Até 1919 surgiram outras cinco igrejas católicas, St. Johannes (1898), Herz-Jesu (1902), St. Michael, Liebfrauen e St. Joseph (1915/19). Já em 1905 foi a paróquia de St. Cyriakus distribuída entre as novas igrejas e em 1916 se tornou Bottrop sede de um próprio decanato dentro do Bistums Münster. Outras igrejas católicas na área do município são St. Ludger em Fuhlenbrock (1929), Heilig-Kreuz (1955-57 com vitrais de Georg Meistermann), St. Johannes Kirchhellen (construção do século XIII 1917), Libori-Kapelle (1751) e St. Mariä Himmelfahrt Feldhausen (1882). Em 1958 foram o decanato Bottrop com suas 18 paróquias para a recém fundada Bistum Essen.
Seguindo o forte crescimento da cidade no século XIX mudaram-se os protestantes para Bottrop. Eles fundaram na metade do século sua própria comunidade religiosa e ergueram em 1884 a primeira igreja evangélica, a Martinskirche. A comunidade pertenceu a Recklinghausen. Até 1960 havia em Bottrop apenas uma comunidade evangélica, mas muitas associações de bairros. Então formaram-se cinco comunidades (Altstadt, Boy-Welheim, Batenbrock, Eigen, Fuhlenbrock), que formaram a Sociedade Evangélica de Bottrop. A essa Sociedade juntou-se também em 1979 a sexta comunidade de Kirchhellen. Hoje pertencem todas as comunidades de Gladbeck/Bottrop/Dorsten à Igreja Evangélica de Westfalen.
Juntamente com as comunidades evangélicas e católicas em Bottrop há também ainda diversas comunidades religiosas livres, uma Batista e uma Comunidade Evangélica Livre (CeL). Também a Igreja Ortodoxa e a Igreja neo-apostólica estão em Bottrop instaladas.

### Brasão

antigo brasão do Distrito Urbano Bottrop

O brasão da cidade de Bottrop mostra em branco uma cruz negra coberta por um escudo azul, dentro dele três traços brancos. Foi criado em 1978, depois que a cidade de Bottrop em 1975 fundiu-se à cidade de Kirchhellen. Com isso os elementos dos brasões de Kirchhellen e de Bottrop uniram-se para formar o novo brasão. De 1926 até 1975 possuía a cidade de Bottrop o brasão apresentado à direita. Este mostrava do mesmo modo a cruz da Ordem alemã. Sobre um escudo vermelho encontra-se uma mão, que segura um martelo, como era utilizado antigamente na mineração. Este brasão é vendido em Bottrop pelo partido político comunista alemão (Deutsche Kommunistische Partei - DKP) impresso em camisetas.

## Cultura e Monumentos

### Teatro, Museu e Construções

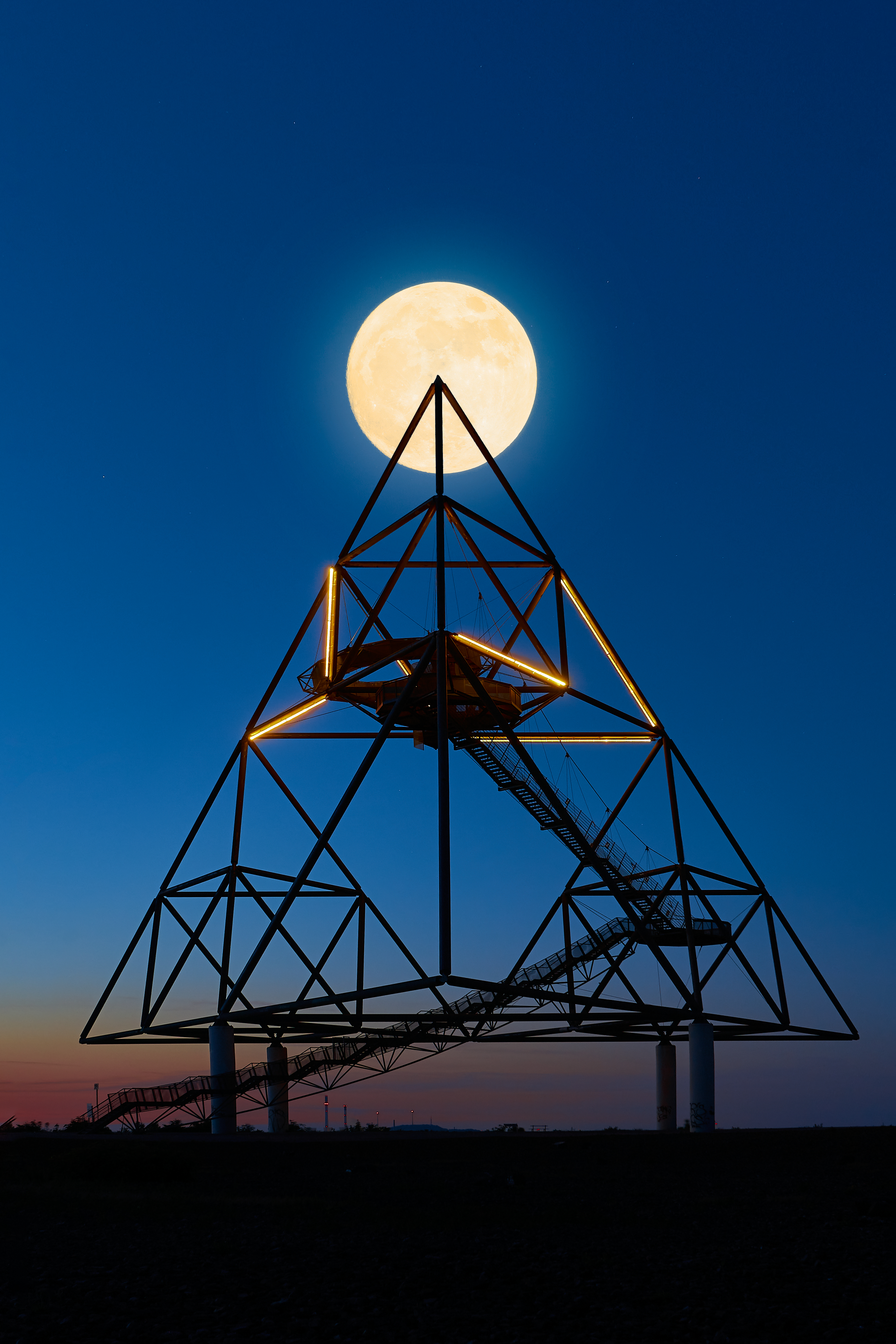
Tetraedro Bottrop

- Tetraedro, é uma torre muito alta com plataformas para observação que tornou-se o símbolo da cidade desde 1995.
- Torre de observação e vigilância contra incêndios em Grafenwald.
- Edifício dos Correios, construído de 1921 até 1923.
- Quadrado, o museu municipal.
- Prefeitura (neo-renascentista 1910-1916) foi o antigo símbolo da cidade.
- AlpinCenter, ate o ano de 2007 possuía a mais longa pista de esqui coberta do mundo.
- Parque de diversão Movie Park Germany em Bottrop-Kirchhellen.
- Castelo Beck em Bottrop-Kirchhellen (estilo barroco 1766-1777).
- Mansão Dickmann, construída entre 1901-1903 (neo-gótico).
- Antiga Farmácia (fundada em 1895)
- Igrejas
  - Igreja Herz-Jesu, construída em 1929
  - Igreja St. Elisabeth, construída em 1954
  - Igreja Heilig-Kreuz, construída em 1955-57 com vitrais de Georg Meistermann
  - Propsteikirche St. Cyriakus, construída em 1861/62
  - St. Joseph
  - St. Ludger
  - St. Babara
  - Martinskirche, construída em 1884
  - St. Suitbert, construída em 1955
- Torre Malakow (1872) da mina Prosper II.
- Halde Haniel com a Kulturarena (Anfiteatro)

## Pessoas populares de Bottrop
- Josef Albers
- August Everding
- Theo Jörgensmann